# Iyomante

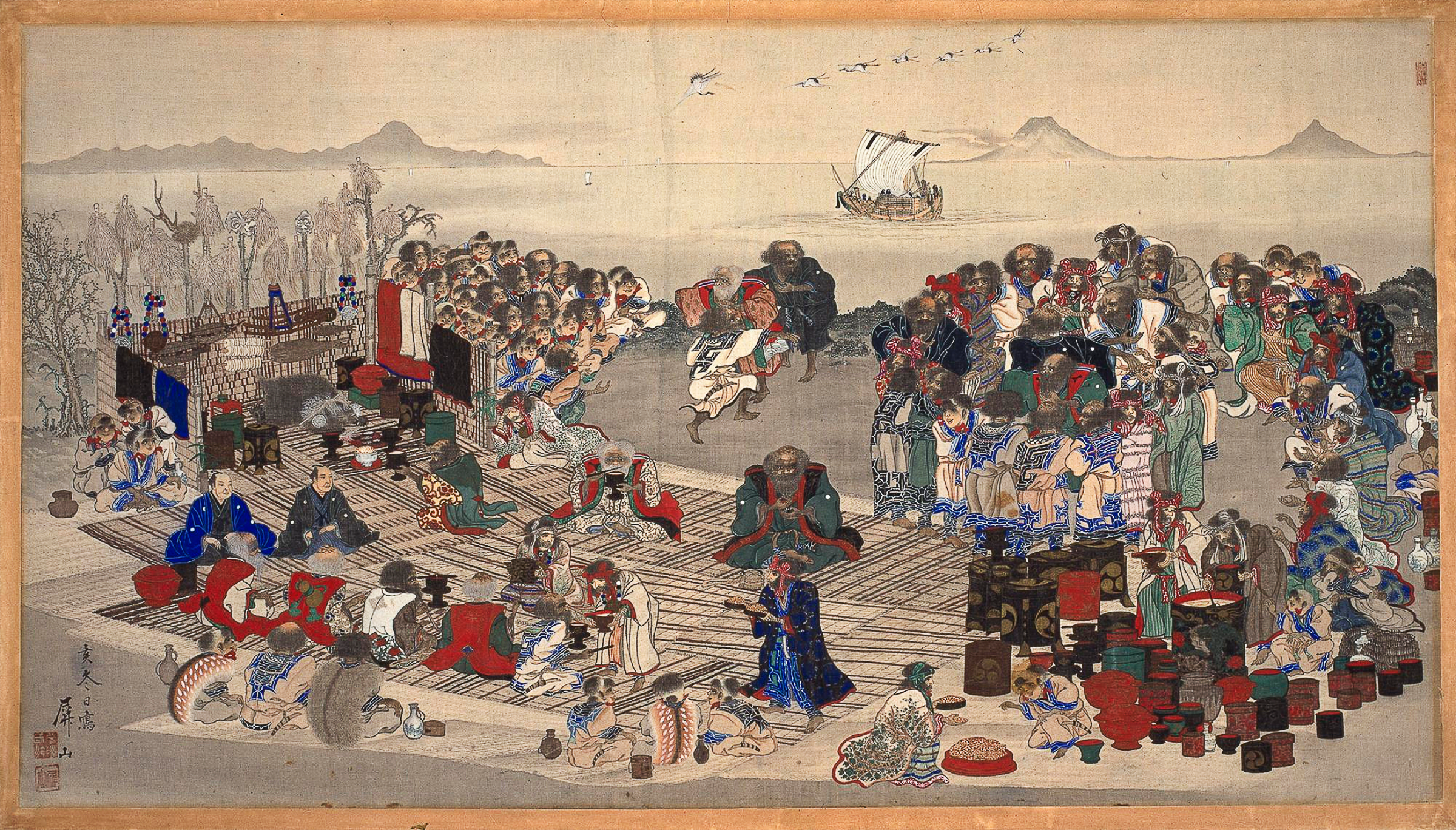
L'iyomante in una stampa del 1875

L'iyomante o iyomande (giapponese Kuma-Matsuri, tradotto in inglese come Bear Festival, "Festa dell'Orso") è un rito tradizionale dell'antica religione ainu, il più importante fra le numerose cerimonie animistiche riguardanti caccia e pesca di questa etnia e l'unico a non essere praticamente scomparso, pur avendo perso la sua funzione mistica divenendo una semplice attrazione turistica.

## Storia e concetto di Iyomante
Questa cerimonia è sicuramente molto antica e un tempo doveva essere celebrata regolarmente in ogni comunità Ainu. L'antichissima origine di questo rito è dimostrata dall fatto che molte popolazioni geograficamente ed etnicamente vicine agli Ainu, come i Ghiliachi, gli Orok e i Goldi, che vivono nel settentrione di Hokkaidō, sull'isola di Sachalin o sul continente asiatico presso le foci del fiume Amur, praticano o hanno praticato in passato riti simili a quelli Ainu.
La prima descrizione scritta della cerimonia, redatta in giapponese, risale al 1652 e fu tradotta in francese nel 1814.
La parola Ainu Iyomante può essere tradotta letteralmente con l'espressione "fare partire" e, a seconda del contesto, è riferita ad un animale o ad un oggetto. Questo termine rimanda alla tradizione Ainu di "spedire" gli animali nel mondo degli dei, abitato anche da esseri viventi a tutti gli effetti (la religione Ainu considera infatti soprannaturali anche e soprattutto le manifestazioni dirette della Natura, inclusi animali e piante, a differenza dello Shintoismo, le cui divinità, come ad esempio la dea del Sole Amaterasu, sono personificazioni divine dei fenomeni dell'Universo), generalmente uccidendoli, anche se alcuni Iyomande semplificati possono essere celebrati con animali morti naturalmente. Quest'usanza riguarda anche il costume, diffuso anche fra i Giapponesi, di disfarsi con particolari cerimonie di alcuni oggetti di uso domestico che, grazie al lungo contatto con le persone che li hanno utilizzati, hanno assunto in qualche modo un'essenza spirituale e perciò non meritano di essere semplicemente gettati via.
L'animale sacro più spesso inviato in queste cerimonie è l'orso, animale-simbolo dell'identità Ainu. Fino allo scoppio della Seconda guerra mondiale tutti i villaggi Ainu, dove si viveva ancora secondo le tradizioni ancestrali, possedevano almeno un cucciolo di orso che veniva allevato amorevolmente in attesa del raggiungimento dell'età ideale per il compimento del rito (circa tre-quattro anni).   

## La Cerimonia
Il rituale tradizionale è estremamente complesso, e i preparativi possono durare anche diversi giorni.